# Aliapur
Aliapur est un éco-organisme fondé en 2003 et spécialisé dans la collecte et le recyclage de pneus usagés en France. 
Cette société anonyme qui assure une mission d’intérêt général a été créée par les principaux manufacturiers de pneus : Bridgestone, Continental, Dunlop Goodyear, Michelin et Pirelli. 

## Historique
Aliapur a été créée à la suite du décret français n° 2015-1003 de 2002 qui oblige les fabricants à collecter et recycler, sous certaines conditions, leurs pneumatiques à leur frais, selon le principe de la responsabilité élargie du producteur. Plusieurs fabricants importants de pneus, Bridgestone, Continental, Dunlop Goodyear, Michelin et Pirelli, fondent alors Aliapur pour assurer le recyclage des pneus mis en vente sur le marché français.
En application de la loi AGEC (Loi Anti Gaspillage et pour une Economie Circulaire), Aliapur a été agréée par un arrêté du ministre de l'écologie en date du 27 décembre 2023. 

### Crise des pneus de 2010
En 2010, Aliapur se plaint à plusieurs reprises auprès de l'État de ne pas recevoir assez de contributions financières du fait de producteurs frauduleux, qui bénéficient du dispositif sans s’acquitter de leur éco-contribution : l'entreprise collecte donc plus de pneus usagés que prévu. Aliapur arrête alors la collecte des pneus chez certains distributeurs, ce qui augmente le risque de décharges sauvages. La reprise des ventes de pneumatiques neufs permet la croissance de l'éco-contribution et la collecte reprend avec l’engagement écrit du ministère de mettre en place des contrôles et des sanctions à l’égard des acteurs ne respectant pas les obligations mises à leur charge. 
Cette crise indique, selon Jean-Baptiste Bahers, que « le statut intermédiaire entre intérêts publics et privés de [l'éco-organisme] se traduit par des ambiguïtés quant à [son] fonctionnement ».

## Activité

### Traitement de pneus usagés
Aliapur collecte, trie et recycle des pneus usagés en France.
En 2022, l’éco-organisme a collecté 376 360 tonnes de pneus auprès de 32 264 détenteurs grâce à 25 prestataires et 50 transporteurs. Comme pour les années précédentes, la collecte a été supérieure au nombre de pneus déclarés mis sur le marché faisant d’Aliapur un des rares éco-organisme à réaliser un taux de collecte supérieur à 100% 
Ces activités de collecte, tri et recyclage sont sous-traitées à des entreprises locales spécialement équipées tant en matériels de transport, bennes de collecte et trieurs[réf. souhaitée].
Matthieu Glachant estime en 2008 que la contribution fixe versée par les producteurs de pneus à l’éco-organisme Aliapur, et qui correspond à la catégorie de pneu usagé, ne crée « aucune incitation à la prévention des déchets puisque, quelle que soit l’ampleur de ses efforts, un producteur paie la même somme, par pneu, que ses concurrents », et indique que la responsabilité élargie du producteur devrait également s’accompagner d’objectifs en matière de prévention et d’éco-conception des produits par les fabricants.  

### Lobbying
Pour l'année 2017, Aliapur déclare à la Haute Autorité pour la transparence de la vie publique exercer des activités de lobbying en France pour un montant qui n'excède pas 25 000 euros. Ce montant reste en 2018 inférieur à 50 000 euros.
Dans le cadre de cette activité, le quotidien Le Monde indique que Thierry Solère travaille de 2003 à 2012 comme consultant pour l'entreprise Aliapur, ainsi que son épouse, qui y exerce de 2003 à mars 2007 le rôle de chargée de communication. Le quotidien rapporte que Thierry Solère, « d’abord lobbyiste, […] a continué à conseiller la société entre 2007 et 2012 alors qu’il était le suppléant du député des Hauts-de-Seine, Pierre-Christophe Baguet, puis a employé la femme du directeur général lorsqu’il était lui-même député », faisant référence à l'embauche d'Isabelle Fabiew comme assistante parlementaire en 2014.

### Autre organisme traitant des pneus usagés
- Association française des importateurs de pneumatiques (AFIP)